# 梅迪辛鎮區 (密蘇里州默瑟縣)
梅迪辛鎮區（英語：Mecidine Township）是位於美國密蘇里州默瑟縣的一個行政鎮區。

## 地方資料
梅迪辛鎮區的面積為127.66平方千米，當中陸地面積為127.40平方千米，而水域面積為0.26平方千米。根據2020年美國人口普查的數據，當地共有人口135人，而人口密度為每平方千米1.06人。